# موش‌صاریغ کالینوفسکی
 موش‌صاریغ کالینوفسکی (نام علمی: Hyladelphys kalinowskii) نام یک گونه از تیره صاریغ است.